# Phidippus pompatus
Phidippus pompatus là một loài nhện trong họ Salticidae.
Loài này thuộc chi Phidippus. Phidippus pompatus được Edwards miêu tả năm 2004.